# Martijn en de magiër
Martijn en de Magiër is een Nederlandse speelfilm uit 1979 van regisseur Karst van der Meulen. Het is een kinderfilm met in de hoofdrollen Bart Gabriëlse, Lex Goudsmit en Joost Prinsen. Het was de vierde speelfilm van Karst van der Meulen. In 1982 maakte Van der Meulen naam met de 13-delige televisieserie De Zevensprong.
In de film zijn onder meer het Muiderslot en Kasteel Sypesteyn te zien.

## Verhaal
Martijn krijgt weinig aandacht van zijn ouders, die een dorpsbazaar drijven, en is veel op zichzelf aangewezen. Hij heeft fantasie genoeg, maar kan niet voldoen aan de verwachtingen die men van hem heeft. Als hij blijft zitten op school, is de boot aan. Alleen opa in het bejaardenhuis begrijpt hem en luistert naar zijn verhalen. Als er een filmploeg in zijn woonplaats neerstrijkt om een sprookjesfilm op te nemen, wordt Martijn tot hoofdrolspeler gekozen. Opa krijgt de rol van tovenaar.

## Rolverdeling
| Acteur                | Personage                   |
| --------------------- | --------------------------- |
| Bart Gabriëlse        | Martijn Vonk                |
| Lex Goudsmit          | Opa Vonk                    |
| Joost Prinsen         | Magiër                      |
| Cor van Rijn          | Hans Vonk                   |
| Mariëlle Fiolet       | Ankie Vonk                  |
| Jeroen Krabbé         | Regisseur                   |
| Alexander Pola        | Producent Van Gelder        |
| Albert Mol            | Twan                        |
| Leen Jongewaard       | De Vries                    |
| Allard van der Scheer | Vader van Reeuwijk          |
| Wieteke van Dort      | Directrice bejaardenhuis    |
| Rudi Falkenhagen      | Roderick's vader            |
| Mies Bouwman          | Roderick's moeder           |
| Vincent Meyer         | Michiel                     |
| Dick Swidde           | Klant                       |
| Bert van der Linden   | Agent                       |
| Aart Staartjes        | Grossier                    |
| Ingrid Schnieder      | Tanja                       |
| Marieke Jakob         | Monique Sanders / Esmeralda |
| Ans Koppen            | Mevrouw van Vliet           |

1896-1909 · 1910-19 · 1920-29 · 1930-39 · 1940-49 · 1950-59 · 1960-69 · 1970-79 · 1980-89 · 1990-99 · 2000-09 · 2010-19
· 2020-29